# Alajos Mészáros
Alajos Mészáros, maďarsky Mészáros Alajos, (* 18. června 1952, Podunajské Biskupice) je slovenský diplomat, chemický inženýr, univerzitní profesor a politik maďarské národnosti, bývalý velvyslanec Slovenska ve Stockholmu a poslanec Evropského parlamentu za SMK–MKP.

## Biografie
Narodil se roku 1952 v tehdejším Československu v Podunajských Biskupicích, které jsou od roku 1972 jednou z bratislavských městských částí. V roce 1970 odmaturoval na Maďarském gymnáziu v Bratislavě, poté studoval na Chemickotechnologické fakultě na Slovenské technické univerzitě v Bratislavě, kde získal roku 1975 titul inženýr. Téhož roku začal na univerzitě vyučovat technologickou automatizaci v průmyslu. V roce 1983 dosáhl titulu kandidát technických věd, roku 1994 titulu docent v oboru chemické inženýrství a řízení procesů. V roce 2003 strávil 12 měsíců na Budapešťské technické a ekonomické univerzitě (maďarsky Budapesti Műszaki és Gazdaságtudományi Egyetem) v Maďarsku. V roce 2005 byl jmenován univerzitním profesorem.

### Politická kariéra
Ve volbách do VÚC v roce 2001 byl zvolen zastupitelem Bratislavského kraje za SMK–MKP. Mezi lety 2006 a 2007 zastával post velvyslance Slovenské republiky ve švédském Stockholmu. Ve volbách do Evropského parlamentu 2009 kandidoval na 2. místě za SMK–MKP a byl zvolen poslancem Evropského parlamentu v 7. volebním období (2009–2014), a stal se členem poslaneckého klubu Evropské lidové strany (Křesťanských demokratů).

## Soukromý život
Mluví anglicky, maďarsky, německy, rusky a slovensky. Od roku 1984 je ženatý a má jednoho syna (* 1996). Žije v Bratislavě. Je členem České společnosti chemických inženýrů, Maďarské akademie věd (MTA), Slovenské kybernetické společnosti, Slovenské společnosti chemických inženýrů a The New York Academy of Sciences.

## Dílo
Je autorem 8 knih, 5 skript a přibližně 212 vědeckých publikací většiny z nich v angličtině.
- Riadiacia technika 1–2 (1981)
- Simulácia dynamických systémov (1986)[1]